# 王均金
王均金（1968年—），浙江苍南人，汉族，中华人民共和国政治人物、第十二届全国人民代表大会上海地区代表，均瑶集团创始人之一。

## 生平
王均瑶、王均金、王均豪三兄弟皆出生于浙江省温州市苍南县大渔镇渔岙村，20世纪80年代末开始创业，1991年7月28日开始承包民航客机，此后创立温州天龙包机公司，由王均金担任总经理，1995年均瑶集团成立后，王均金任集团副总裁。
王均金目前担任全国工商联常委、上海市工商联副主席、上海均瑶（集团）有限公司董事长。2008年，当选第十一届全国政协委员，代表中华全国工商业联合会，分入第二十一组。2013年，被选为全国人大代表。2018年1月，当选第十三届全国政协委员。